# هومسن ۲۰۷۰
سیارک ۲۰۷۰ (به انگلیسی: 2070 Humason، نامگذاری:1964TQ) دو هزار و هفتادمین سیارک کشف شده‌است که در ۱۴ اکتبر ۱۹۶۴ کشف شد.
قدر مطلق سیارک برابر ۱۳٫۹۰ است.